# Długosiodło
Długosiodło ist ein Dorf sowie Sitz der gleichnamigen Landgemeinde im Powiat Wyszkowski der Woiwodschaft Masowien, Polen.

## Gemeinde
Zur Landgemeinde Długosiodło gehören folgende 40 Ortschaften mit einem Schulzenamt:
Adamowo
Augustowo
Blochy
Budy-Przetycz
Chorchosy
Chrzczanka-Folwark
Chrzczanka Włościańska
Dalekie
Dębienica
Długosiodło
Grądy Szlacheckie
Grądy Zalewne
Jaszczułty
Kalinowo
Kornaciska
Lipniak-Majorat
Łączka
Małaszek
Marianowo
Nowa Pecyna
Nowe Bosewo
Nowa Wieś
Olszaki
Ostrykół Dworski
Ostrykół Włościański
Plewki
Prabuty
Przetycz-Folwark
Przetycz Włościańska
Sieczychy
Stara Pecyna
Stare Bosewo
Stare Suski
Stasin
Wólka Grochowa
Wólka Piaseczna
Zalas
Zamość
Znamiączki
Zygmuntowo
Weitere Orte der Gemeinde sind Gajówka Grabnik, Gajówka Lipniak-Majorat, Gajówka Zapole, Kabat, Lipnik, Pecynka, Sewerynka und Syropiast.

## Persönlichkeiten
- Sylwester Przedwojewski (1920–2015), Schauspieler